# Смыково (Владимирская область)
Смыково — деревня в Судогодском районе Владимирской области России, входит в состав Лавровского сельского поселения.

## География
Деревня расположена в 18 км на север от центра поселения деревни Лаврово и в 22 км на север от райцентра города Судогда.

## История
В конце XIX — начале XX века деревня входила в состав Пенкинской волости Владимирского уезда, с 1924 года — в составе Второвской волости. В 1859 году в деревне числилось 47 дворов, в 1905 году — 93 дворов, в 1926 году — 109 хозяйств.
С 1929 года деревня являлась центром Смыковского сельсовета Судогодского района, с 1940 года — в составе Даниловского сельсовета, с 1959 года — в составе Чамеревского сельсовета, с 2005 года — в составе Лавровского сельского поселения.

## Население
| 1859 | 1905 | 1926 |
| ---- | ---- | ---- |
| 339  | 453  | 498  |

| 1859 | 1905 | 1926 | 2002 | 2010 | 2021 |
| ---- | ---- | ---- | ---- | ---- | ---- |
| 339  | ↗453 | ↗498 | ↘59  | ↘38  | ↗63  |